# Bolina

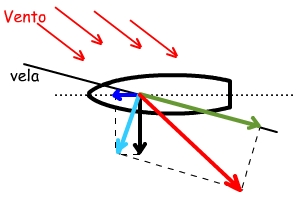
Bolina: La freccia azzurra indica la spinta laterale generata dalla depressione sul lato sottovento della vela; tale spinta può essere scomposta in due vettori: quello nero, che viene annullato dalla resistenza uguale e contraria generata dalla deriva immersa nell'acqua, e quello blu, che è la risultante spinta all'avanzamento della barca a vela

La bolina è un'andatura che consente alla barca a vela di risalire il vento mantenendo un angolo rispetto al vento reale compreso fra i 60° e i 37°. Questo angolo è variabile a seconda del tipo di imbarcazione e del tipo di invelatura che essa supporta.
Il termine "bolina" deriva dal nome delle cime (bowlines = cavi di prua), che si usavano sulle navi a vela quadra per sostenere le balumine prodiere (nel caso specifico da intendere come "sopravvento") delle vele durante quest'andatura.

## Principio fisico
Il flusso di aria che si genera attorno a una vela (o a un qualunque corpo immerso in un qualsivoglia fluido in moto) causa una variazione della velocità locale in ogni punto della vela. Essendo l'aria un fluido, a una variazione di velocità corrisponde una variazione di pressione. La pressione agisce sulla vela: immaginando di suddividere la vela in tanti piccoli pezzetti e considerando i contributi della pressione agente su tali pezzetti sia dalla parte sopravento sia da quella sottovento, si ottiene la forza totale del vento agente sulla vela, detta portanza. Questo è lo stesso principio che genera portanza sulla deriva, sulle ali degli aerei, sui ponti, ecc. In generale, più che per la sovrapressione che si crea sul lato sopravvento, la portanza è generata dalla depressione sottovento. La linea di azione della portanza è, in prima approssimazione, perpendicolare alla corda media della vela.
Il profilo di una vela esposta al vento divide il flusso d'aria in due. La curvatura del flusso d'aria indotta dalla vela comporta l'instaurarsi di una circolazione intorno alla vela e, secondo il Teorema di Kutta-Žukovskij, si crea una forza che può essere scomposta in Portanza, ortogonale alla corda media del profilo, e Resistenza fluidodinamica, parallela alla corda media.
Questo principio, abbinato all'uso della deriva, permette alla barca di avanzare di bolina, cosa che non avverrebbe in assenza della deriva: infatti essa, immersa nell'acqua, genera una forza d'intensità uguale, ma di verso opposto a quella generata dalle vele; senza l'uso della deriva si determinerebbe solo lo scarroccio, senza la possibilità di avere una bolina o rotta controllata.

### Estensioni del principio
Il medesimo principio permette a qualunque ala di generare portanza. Gli usi più comuni si ritrovano nelle ali degli aerei, che sfruttano la portanza per mantenersi in volo, e nelle autovetture sportive, dove delle ali capovolte (alettoni) vengono usate per generare deportanza e, di conseguenza, mantenere "incollate" al suolo le vetture anche ad alta velocità.

## Storia
Nelle antiche imbarcazioni a vele quadre, la bolina era una manovra verticale, che consentiva di tesare il bordo verticale di una vela quadra (chiamato gratile). Dal momento che questa manovra veniva utilizzata per tesare il bordo sopravvento della vela quadra quando l'imbarcazione stringeva il vento, il termine è diventato sinonimo dell'andatura stessa e dell'assetto delle vele ottimale per questa andatura.